# 欧盟与越南自由贸易协定
欧盟与越南自由贸易协定是欧洲联盟与越南社会主义共和国之间的自由贸易协议，此外，欧盟与越南的投资保护协定也得到了同意，后者为国际投资协定。

## 历史
2020年3月30日，欧盟理事会批准自贸协议。2020年6月8日，越南国会批准该协议，2020年8月1日起，自贸协议正式生效。自贸协议与投资协定在越南国会均得到了批准，并且获得了95%以上的赞成票。

## 内容
欧盟委员会称，协议将通过以下方式为双方增加贸易、支持就业和增长的机会：
- 取消99%的关税
- 减少监管壁垒和繁琐的官僚程序
- 加强地理标志保护
- 开放服务和公共采购市场
- 确保协定的规则是可执行的[5]